# Зеленино (Красноярский край)
Зеленино — деревня в Саянском районе Красноярского края. Входит в состав Большеарбайского сельсовета.

## История
Основана в 1909 году. В 1926 году состояла из 49 хозяйств, основное население — русские. В составе Большеарбайского сельсовета Агинского района Канского округа Сибирского края.

## Население
| 1926 | 2010 |
| ---- | ---- |
| 290  | ↘14  |